# EBS Sweden
Die EBS Sweden AB ist ein Hersteller von Bassverstärkern und anderem Equipment für Bassisten. Sie wurde 1988 gegründet und hat ihren Geschäftssitz im Stockholmer Bezirk Bromma.
Im Produktportfolio der EBS Sweden AG befinden sich Röhren- und Transistorverstärker, Bassboxen, Combo-Verstärker, Bodeneffektgeräte und entsprechendes Zubehör.